# Monthou-sur-Cher
Monthou-sur-Cher é uma comuna francesa na região administrativa do Centro, no departamento Loir-et-Cher. Estende-se por uma área de 20,16 km². Em 2010 a comuna tinha 976 habitantes (densidade: 48,4 hab./km²).